# Hudson, Texas
Hudson là một thành phố thuộc quận Angelina, tiểu bang Texas, Hoa Kỳ. Năm 2010, dân số của xã này là 4731 người.